# 1735

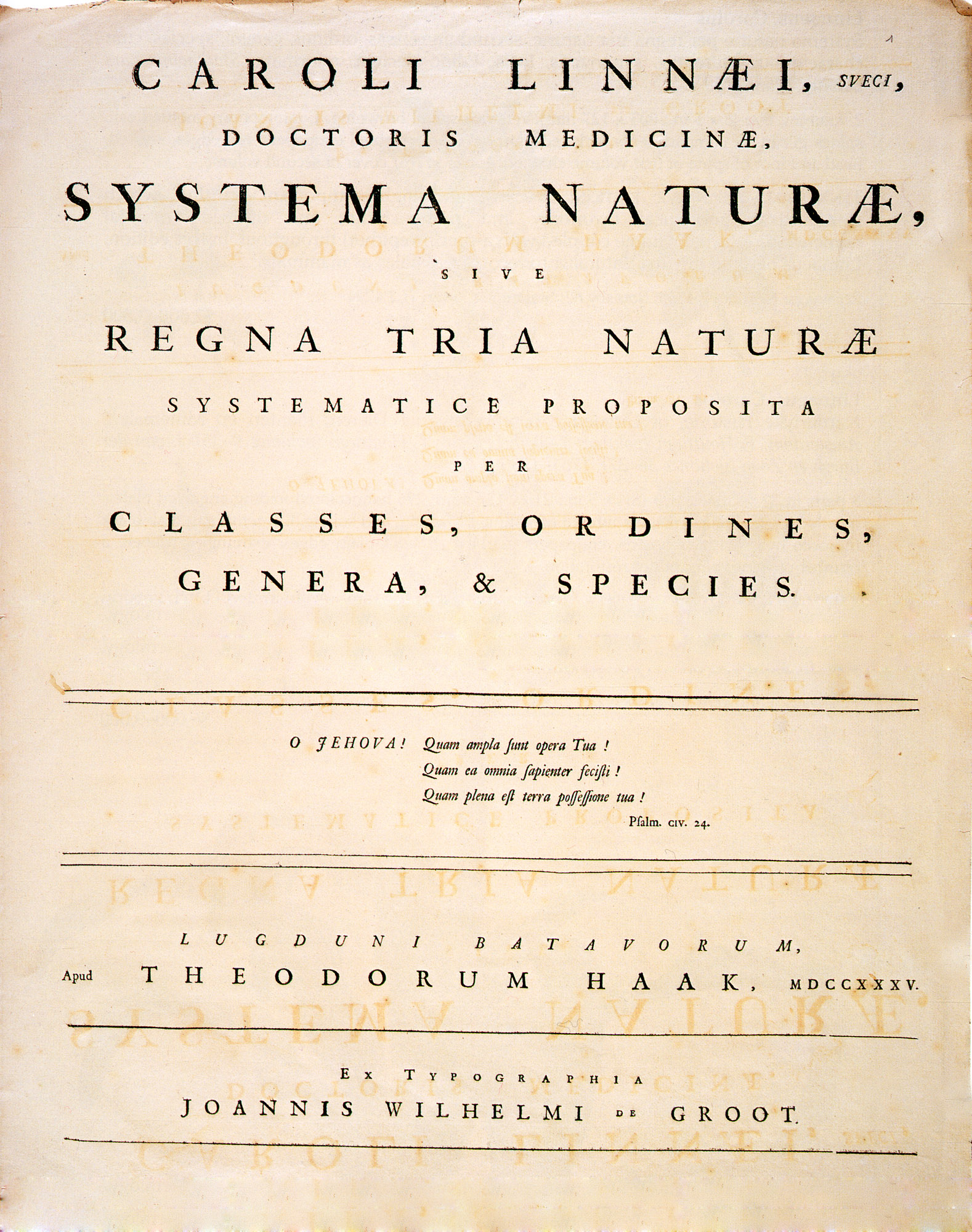
1ª Edição do Systema naturae do naturalista Carlos Lineu.

- Wikisource

| Calendário gregoriano                                                        | 1735 MDCCXXXV                       |
| Ab urbe condita                                                              | 2488                                |
| Calendário arménio                                                           | 1184 – 1185                         |
| Calendário bahá'í                                                            | -109 – -108                         |
| Calendário budista                                                           | 2279                                |
| Calendário chinês                                                            | 4431 – 4432 Início a 24 de janeiro  |
| Calendário copta                                                             | 1451 – 1452                         |
| Calendário etíope                                                            | 1727 – 1728                         |
| Calendários hindus - Vikram Samvat - Calendário nacional indiano - Cáli Iuga | 1790 – 1791 1656 – 1657 4835 – 4836 |
| Calendário Holoceno                                                          | 11735                               |
| Calendário islâmico                                                          | 1148 – 1149                         |
| Calendário judaico                                                           | 5495 – 5496                         |
| Calendário persa                                                             | 1113 – 1114                         |
| Calendário rúnico                                                            | 1985                                |
| Calendário solar tailandês                                                   | 2278                                |

1735 (MDCCXXXV, na numeração romana)  foi um ano comum do século XVIII do actual Calendário Gregoriano, da Era de Cristo, e a sua letra dominical foi B (52 semanas), teve início a um sábado e terminou também a um sábado.
| Ano completo                   |
| ------------------------------ |
| Ano comum com início ao sábado |

## Eventos
- 17 de Abril - A Loja dos Hereges Mercantes, a primeira loja maçónica formada em Portugal,regularizou a sua ligação com a Grande Loja inglesa.
- Carlos Lineu publica a 1ª edição do seu sistema de classicação dos reinos animal, vegetal e mineral - Systema naturae.

## Nascimentos
- 28 de Fevereiro - Alexandre-Theóphile Vandermonde, matemático francês (m. 1796).
- 30 de Outubro - John Adams segundo presidente dos Estados Unidoslos j (sucedeu a George Washington) (m. 1826).

## Mortes
- 23 de Março - Nicolaas Bidloo, botânico e médico particular de Pedro, O Grande (n. 1674).
- 13 de Março - Sofia Edviges da Dinamarca, filha do rei Cristiano V (n. 1677).

## Por tema
- 1735 na ciência
- 1735 na literatura